# Affiliated Computer Services
Affiliated Computer Services Inc. (ACS) була компанією, яка надавала послуги з інформаційних технологій, а також рішення для аутсорсингу бізнес-процесів для підприємств, державних установ та некомерційних організацій. ACS базувався в Далласі, штат Техас. ACS зайняла 341 місце у списку Fortune 500 у 2010 році. Заснована в 1988 році Дарвіном Дісоном. ACS працювала майже в 100 країнах, приносячи понад 6 мільярдів доларів на рік[чого?]. Станом на вересень 2009 року в ACS працювало приблизно 74 000 чоловік. 28 вересня 2009 р. корпорація Xerox оголосила про плани придбання ACS за $ 6,4 млрд. Угода була закрита 8 лютого 2010 року.

## Історія компанії
Affiliated Computer Services, Inc. (ACS) була заснована Дарвіном Дісоном у 1988 році. Спочатку створена як постачальник послуг передачі даних для галузі фінансових послуг, Дізон керувала розширенням ACS у галузі зв'язку, освіти, фінансових послуг, уряду, охорони здоров'я, страхування, виробництва, роздрібна торгівля та туристична та транспортна галузі.
ACS розширився за межі банківських послуг BPO, коли підписав 10-річний контракт на аутсорсинг обробки даних з Southland Corporation (7-Eleven). У 1995 році АСУ стала публічною компанією і позбавила обробки банківських даних. До 1996 фінансового року ACS став четвертим за величиною комерційним провайдером аутсорсингу в США. Нещодавно ACS був найвідомішим завдяки своїй групі транспортних рішень (TSG), яка підтримувала транспортні послуги, включаючи електронне стягнення плати за проїзд, управління паркувальними системами міст та контроль за дорожнім рухом фото. .
У 2009 році ACS посіла 401 місце у списку FORTUNE 500 та працювала близько 74 000 людей по всьому світу, які обслуговували тисячі комерційних та державних клієнтів.
У лютому 2010 року, після придбання компанією Xerox, ACS було замінено на Urban Outfitters за показником Standard & Poor 500 Index.
1 липня 2015 р. Xerox продала бізнес із ІТ-аутсорсингу компанії Atos. Xerox зазначив, що ITO не узгодився зі своїм баченням інтеграції BPO (аутсорсинг бізнес-процесів) та проблемами щодо обробки застарілих документів. 29 липня 2016 року окружний суд США у південному окрузі Нью-Йорка відхилив позов, який продовжив Метью Шабакукі. У позові стверджувалося, що деякі директори та офіцери Xerox Corp скасували свої довірчі обов'язки у зв'язку з придбанням компанією ACS 6,4 млрд доларів у 2010 році.
3 січня 2017 року компанія під назвою Conduent була виділена як потік від Xerox. Загалом розуміли, що сфера діяльності Conduent по суті ідентична тій, що була у колишніх асоційованих комп'ютерних служб (ACS).
У лютому 2020 року спроби знести колишню будівлю штабу компанії в Далласі зазнали невдачі.

## Розслідування SEC
У 2006 році Комісія з цінних паперів та бірж США (SEC) повідомила ACS про те, що вони проводять неофіційне розслідування деяких грантів на опціони на акції, надані компанією з жовтня 1998 року по березень 2005 року. Це було пов'язано з неправильною та неетичною практикою зворотного датування опціонів на акції з певними низькими показниками вартості акцій. ACS заявила, що керівники неправильно визначили дату ціни на гранти на опціони протягом періоду з 1994 по 2005 рік. За цей час ACS заявила, що керівники навмисно вибирали дні, в які акції ACS падали, як дату набуття чинності опціонами, роблячи їх більш цінними, коли здійснювали. Річ, Кінг та Едвардс «використовували ретроспективу, щоб обрати сприятливі дати надання», — йдеться у заяві ACS. Генеральний директор Марк Кінг та фінансовий директор Уоррен Едвардс, причетні до неправомірних дій, негайно подали у відставку. Колишній генеральний директор Джефф Річ раніше вийшов на пенсію на початку року.